# Giovanni Colombo (imprenditore)
Giovanni Colombo, detto Gionni (Milano, 1937 – Londra, 7 gennaio 1993), è stato un imprenditore e dirigente sportivo italiano.

## Biografia
Dopo gli studi di ragioneria, frequentò la scuola alberghiera a Losanna. In seguito lavorò in Svizzera, Germania, Francia e Gran Bretagna. Tornato in Italia divenne proprietario, assieme al fratello Bruno, dell'hotel Manin di Milano.
Dal 1976 ricoprì la carica di Presidente dell'Associazione Lombarda Albergatori e dal 1979 quella di Presidente della Federazione degli albergatori italiani (Faiat). Fu consigliere del Consiglio Nazionale dell'Economia e del Lavoro (Cnel) .
La sua notorietà è legata soprattutto alla sua attività pionieristica volta all'affermazione del football americano in Italia. È considerato, con Bruno Beneck, dal movimento italiano uno dei suoi padri fondatori

.
Dopo aver fondato nel 1970 il "Gruppo sportivo hotel Manin", fondò nel 1978 i Milano Manin's Rhinos, a cui nel 1980 si affiancarono le altre squadre che formarono l'embrione del primo campionato italiano. Da presidente dei Rhinos Milano, fu poi nel 1980 fra i fondatori dell'AIFA (Associazione Italiana Football Americano), della quale fu presidente fino al 1988.
Colombo venne introdotto nella Hall of Fame Italy nel 2006. Alla sua memoria è intitolato, dal 1998 il Superbowl italiano che è divenuto il "G.Colombo Trophy".